# Crosse d'appontage

Crosse d'appontage d'un F/A-18 Hornet ayant accroché un brin d'arrêt

La crosse d'appontage, inventée par Hugh Robinson, est un système installé sur les avions embarqués sur des porte-avions. Il s'agit d'une sorte de crochet fixé sous la partie arrière de l'avion, destiné à accrocher un brin d'arrêt lors de l'appontage pour permettre un arrêt sur une très courte distance.

## Description

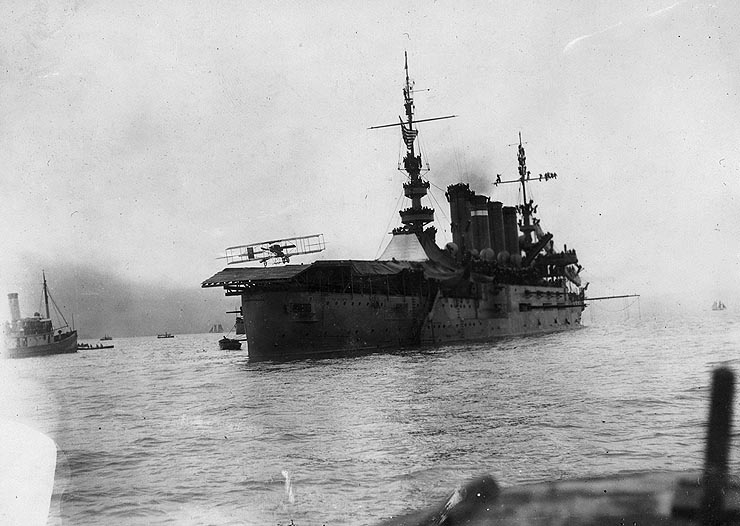
Premier appontage sur le.

La crosse d'appontage est une barre solide en métal avec une extrémité en forme de crochet et souvent de section aplatie.
Le pilote peut replier la crosse d'appontage en vol (pour réduire la traînée aérodynamique) et la descendre avant l'appontage.
L'atterrissage sur le pont d'un porte-avion est appelé appontage et se réalise sur une très courte distance par rapport à la distance normalement nécessaire à l'appareil pour atterrir sur une piste terrestre. En général, cet appontage se déroule sur l'arrière du porte-avions sur une piste de longueur réduite et avec une orientation décalée par rapport à l'axe du porte-avions (afin qu'un avion qui manque son appontage ne vienne pas heurter les appareils ou le personnel présents sur le pont)
Un certain nombre (généralement quatre) de câbles d'arrêt très résistants sont tendus en travers de la zone d'appontage. Quand l'avion apponte correctement, la crosse d'appontage dépliée vers le bas accroche un de ces câbles. L'énergie cinétique de l'avion est transmise à des moteurs d'appontage auxquels sont reliés les câbles qui arrêtent l'avion sur quelques mètres. Les câbles et la crosse doivent être très résistants en raison de l'énorme traction exercée. L'arrêt doit également se faire sur quelques mètres avec une certaine inertie de façon à pouvoir être supporté par l'équipage de l'avion et les divers équipements.
L'appontage est une technique très délicate, car le pilote doit veiller à ce que le train d'atterrissage de l'avion ne se prenne pas dans les câbles d'arrêt avant la crosse d'appontage. Il doit aussi surveiller sa vitesse : trop rapide elle empêche l'arrêt ou le rend extrêmement brutal ; trop lente, elle fera que si la crosse n'accroche pas un câble, l'avion manquera de vitesse pour redécoller et s'écrasera sur le pont ou dans la mer.
(Voir aussi freinage lors d'un appontage)
La distance entre le train d’atterrissage principal et la crosse d'appontage est la suivante pour les avions de l'aéronavale américaine contemporaine : 
- Grumman C-2 Greyhound : 30,2 pieds, 9,20 mètres
- Grumman E-2C Hawkeye : 28,9 pieds, 8,81 m
- Grumman EA-6B Prowler : 30,2 pieds, 9,20 m
- McDonnell Douglas F/A-18C/D Hornet : 18,9 pieds, 5,76 m
- McDonnell Douglas F/A-18E/F Hornet : 18,2 pieds, 5,55 m
- Grumman F-14D Tomcat : 22 pieds, 6,70 m
- Lockheed Martin F-35C Lightning II : 7,1 pieds, 2,16 m
- Lockheed S-3 Viking : 23,8 pieds, 7,25 m
- North American T-2C Buckeye : 15,7 pieds, 4,79 m
- T-45 Goshawk : 14,6 pieds, 4,45 m
- Douglas TA-4J Skyhawk : 9,4 pieds, 2,86 m
- Northrop Grumman X-47B Pegasus : 10,3 pieds, 3,14 m

Cette distance est très importante car les brins d'arrêts sont surélevés par des ressorts ; si la distance entre les roues et la crosse est trop courte, le brin n'a pas le temps de remonter après s’être faire rouler dessus et la crosse ne peut l’accrocher. Ce problème a retardé le programme du F-35C car, du fait de cette distance trop courte, l'avion était incapable de se poser sur une piste terrestre équipée de brins d'arrêts simulant l'appontage sur un porte-avion.

## Crosse d’arrêt sur des avions non-embarqués
Certains avions de chasse basés à terre et non conçus pour apponter (F-15, F-4, F-5, F-16, F-2 et les versions C et B du Rafale) possèdent néanmoins une crosse d'arrêt. Cette crosse est destinée a stopper l'avion en accrochant des câbles en bout de piste en cas d'avarie (décollage manqué, panne des freins, explosion de  pneu...). Toutefois, comme elle n'est pas destinée à accrocher un câble à pleine vitesse et qu'elle n'est utilisée que dans des circonstances exceptionnelles, elle est beaucoup moins sollicitée qu'une crosse d'appontage et peut donc par conception être beaucoup plus fine. De plus elle ne peut pas être remontée une fois déployée. Elle remplace de plus en plus régulièrement le parachute de freinage bien plus lourd, volumineux et difficile d'entretien.

## Origine
Inventée par Hugh Robinson, la crosse d'appontage fut testée la première fois par Eugene Ely lorsque, le 18 janvier 1911, il fit atterrir son avion sur le croiseur USS Pennsylvania.

## Images

### Crosses d'appontage

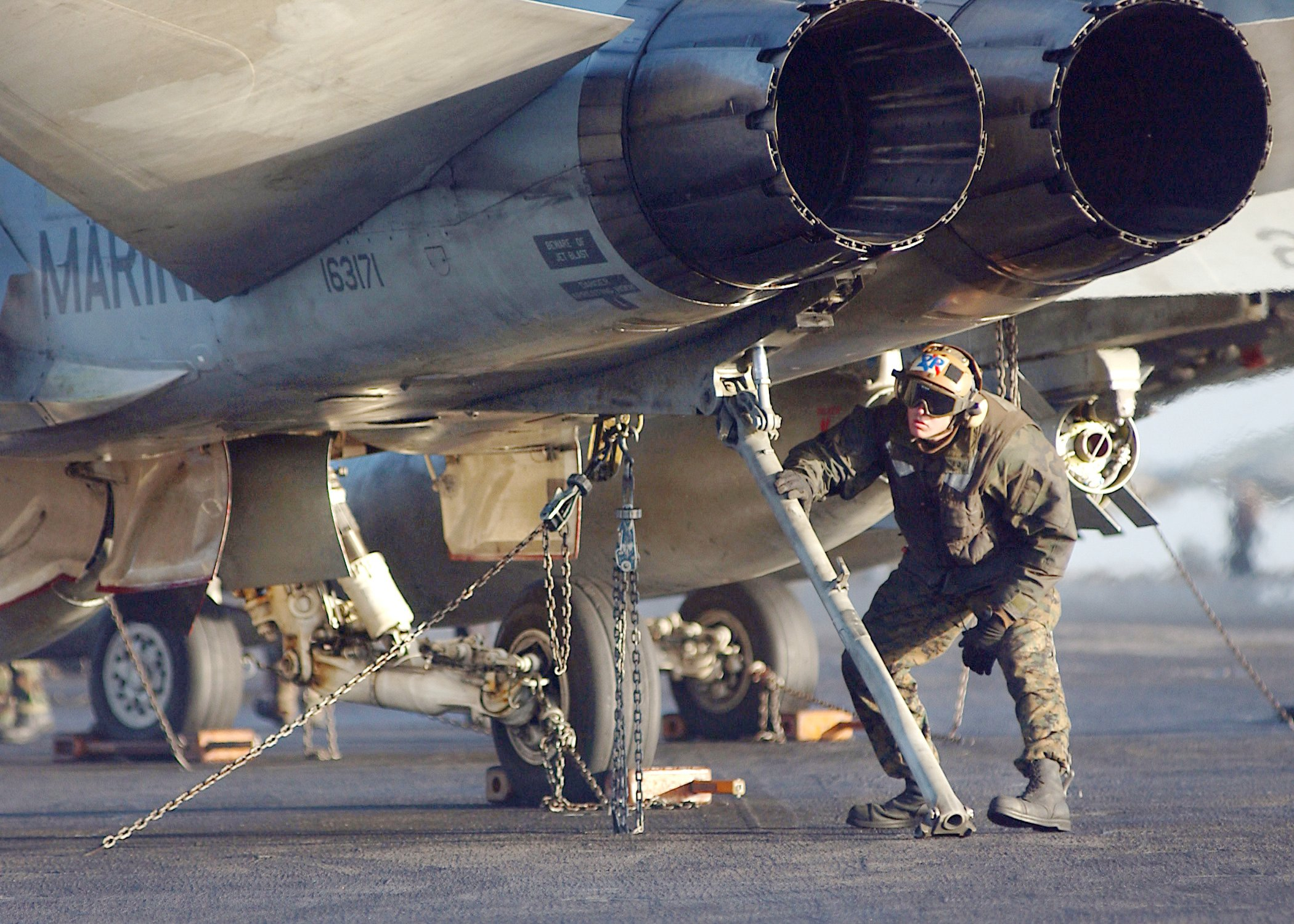
Inspection de la crosse d'appontage d'un F/A-18 Hornet
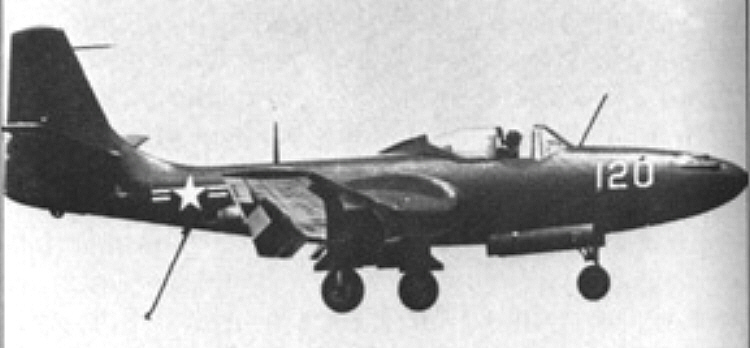
Crosse d'un FH1 Phantom déployée avant l'appontage
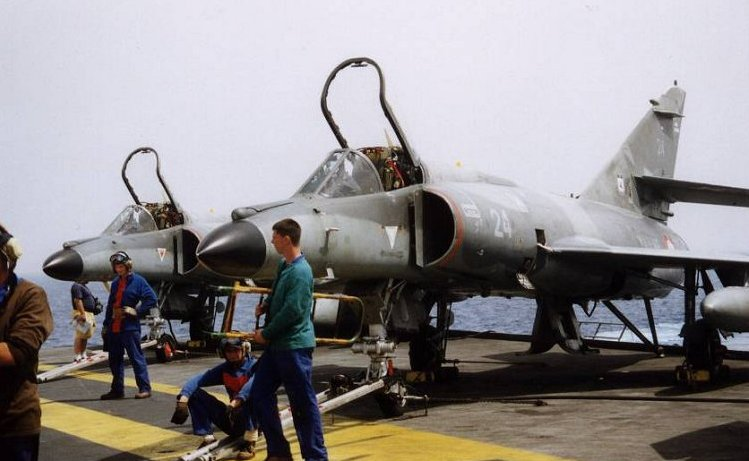
Super Étendard avec crosse d'appontage en forme de V
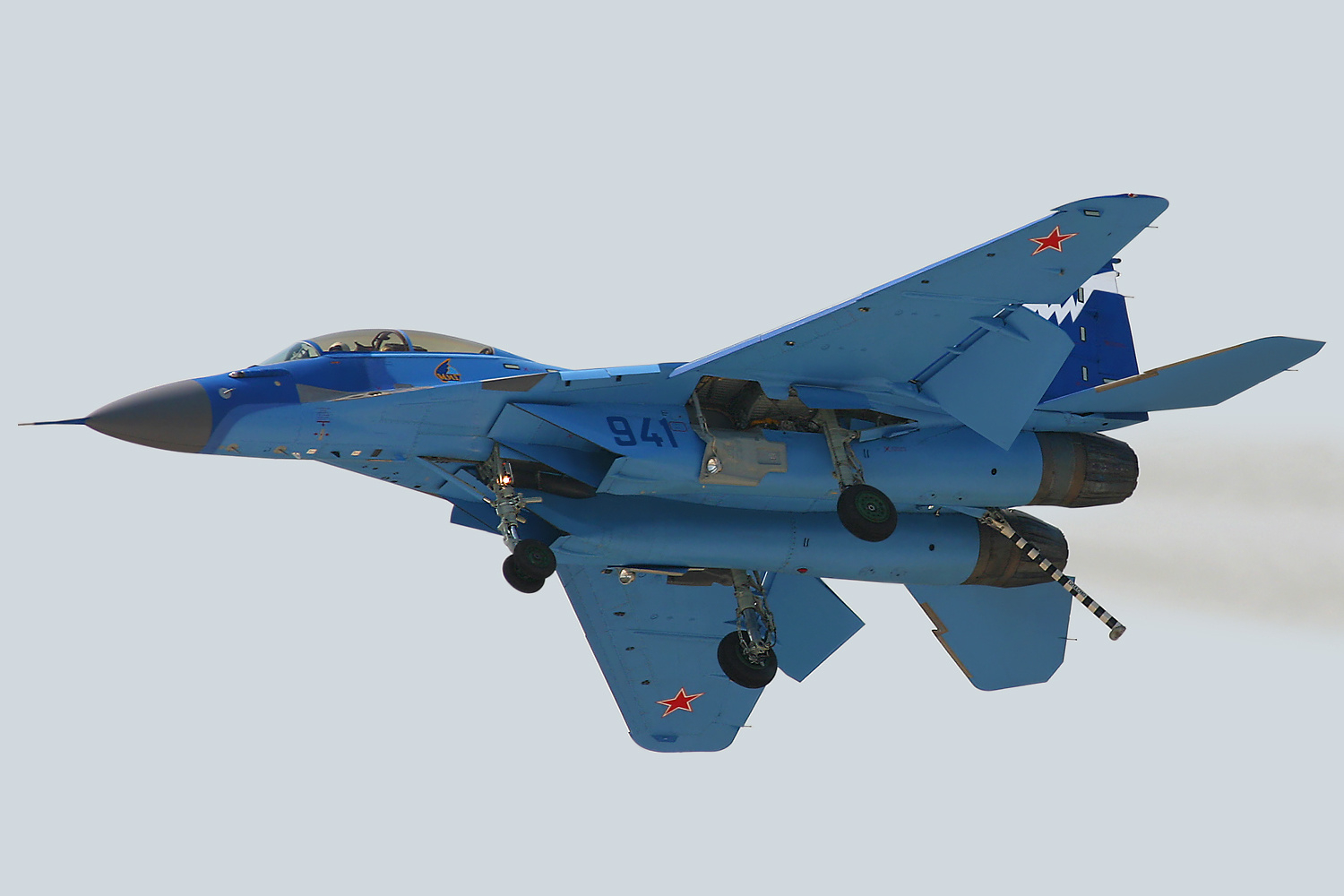
Crosse d'appontage d'un MiG-29K, vue de dessous

### Appontages

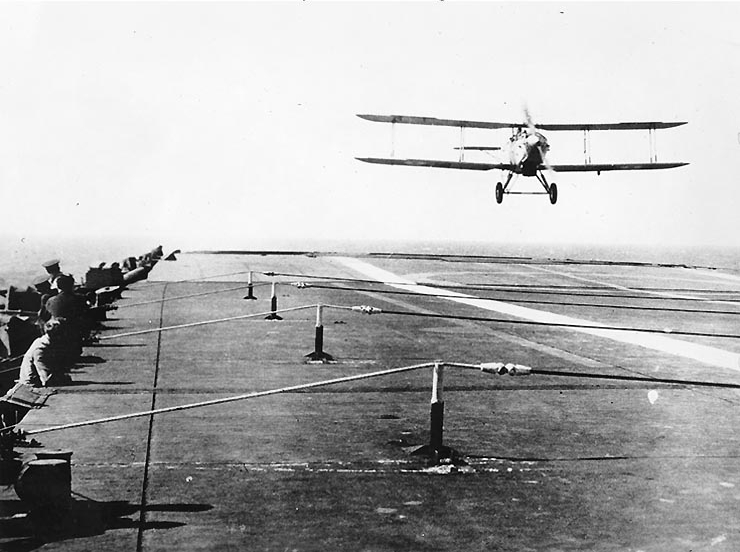
Appontage d'un Fairey 3F sur le HMS Furious dans les années 1930.
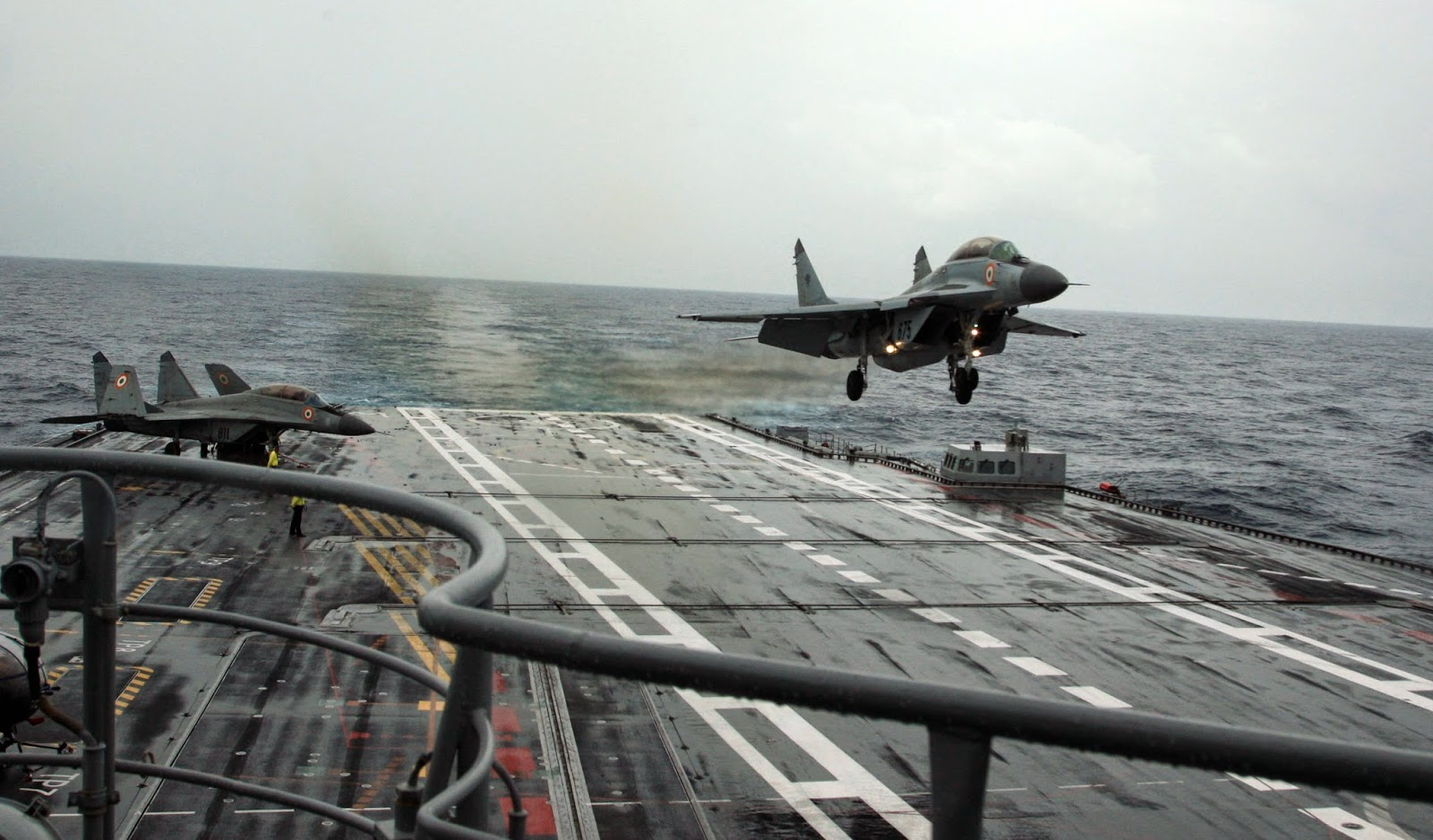
MiG-29K en approche sur le INS Vikramaditya.
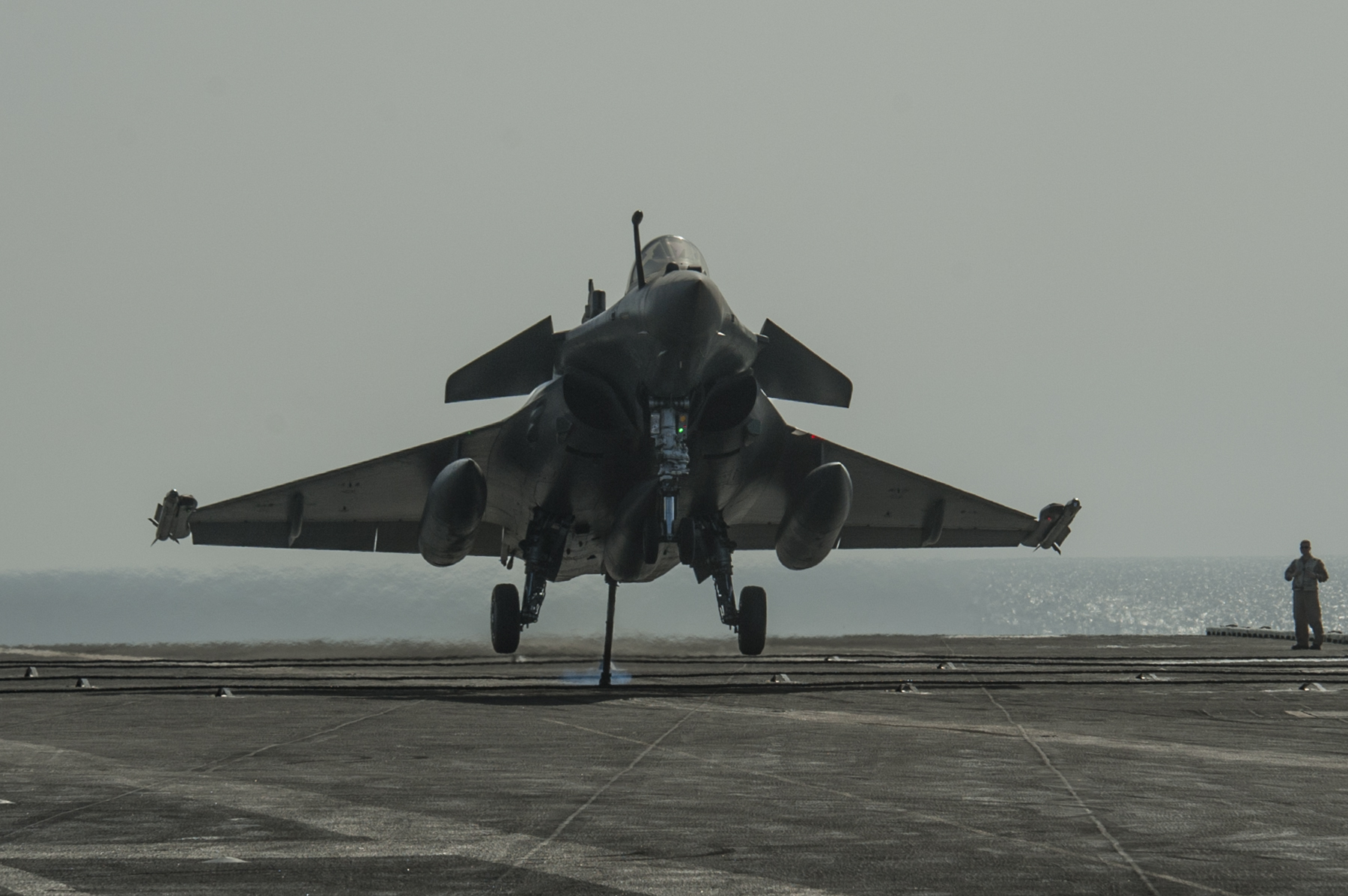
Un Rafale sur le point d'accrocher un câble d'arrêt.
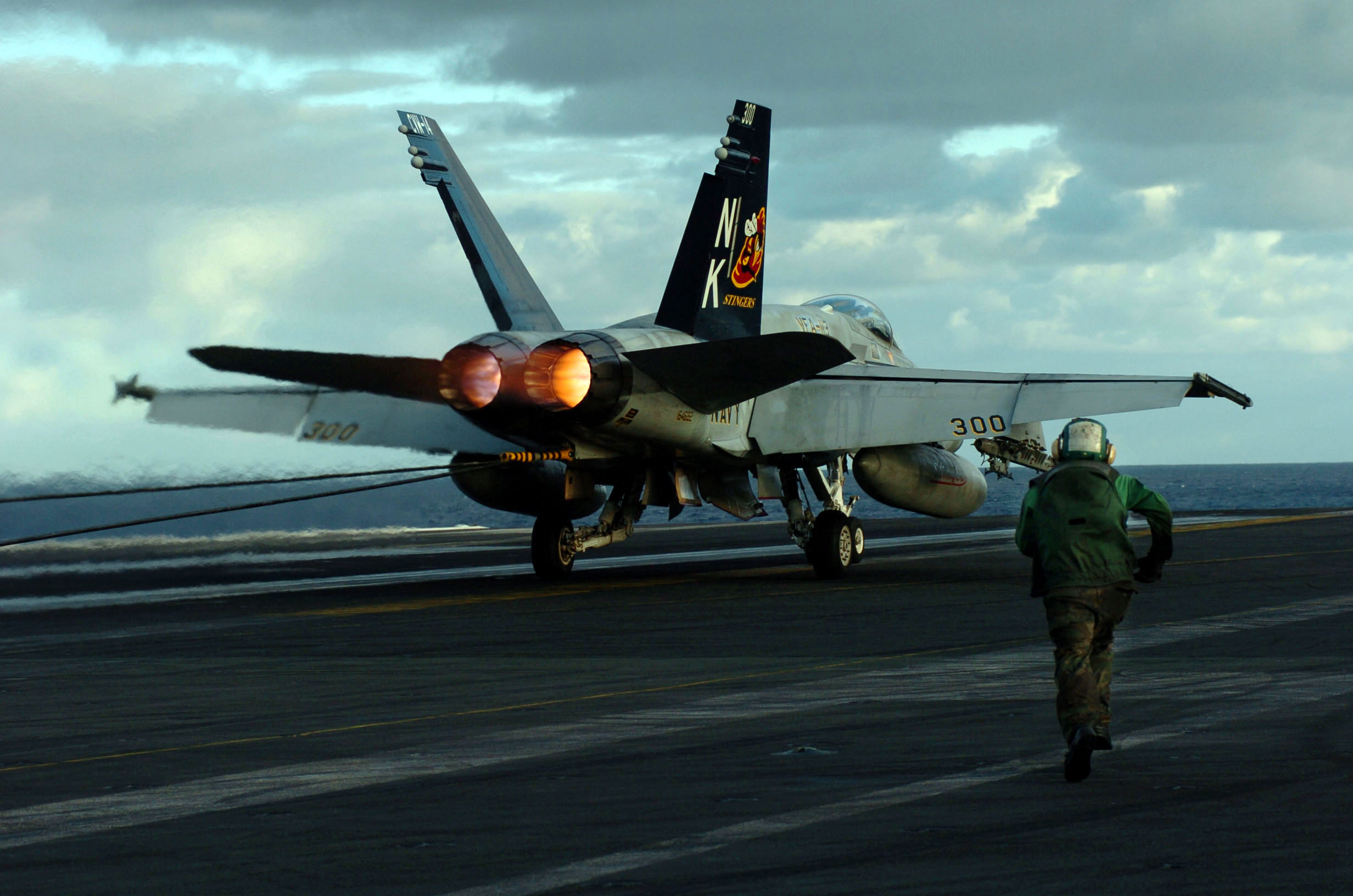
Appontage d'un F/A-18. Noter que les réacteurs sont à pleine puissance.
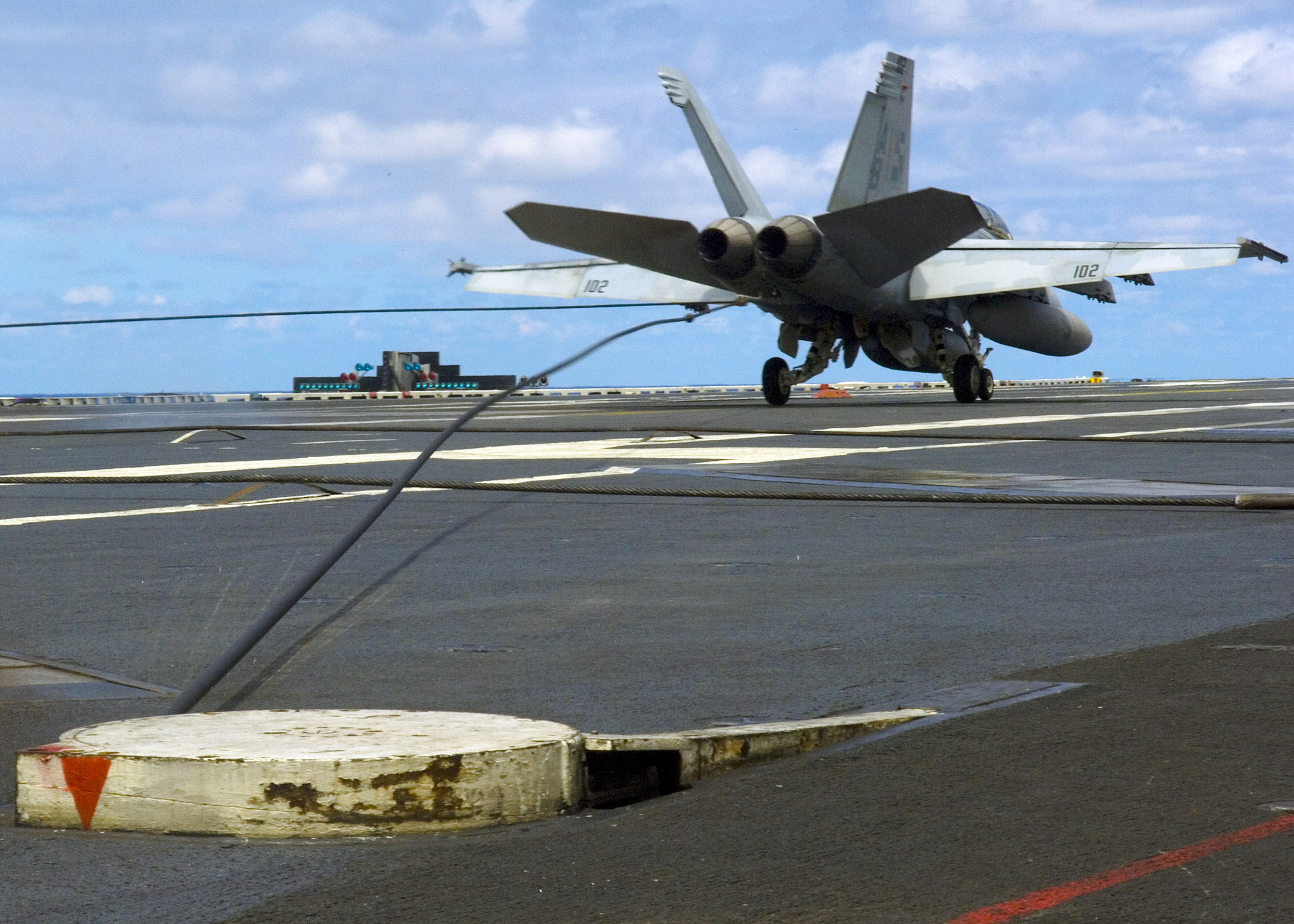
Appontage réussi d'un F/A-18.
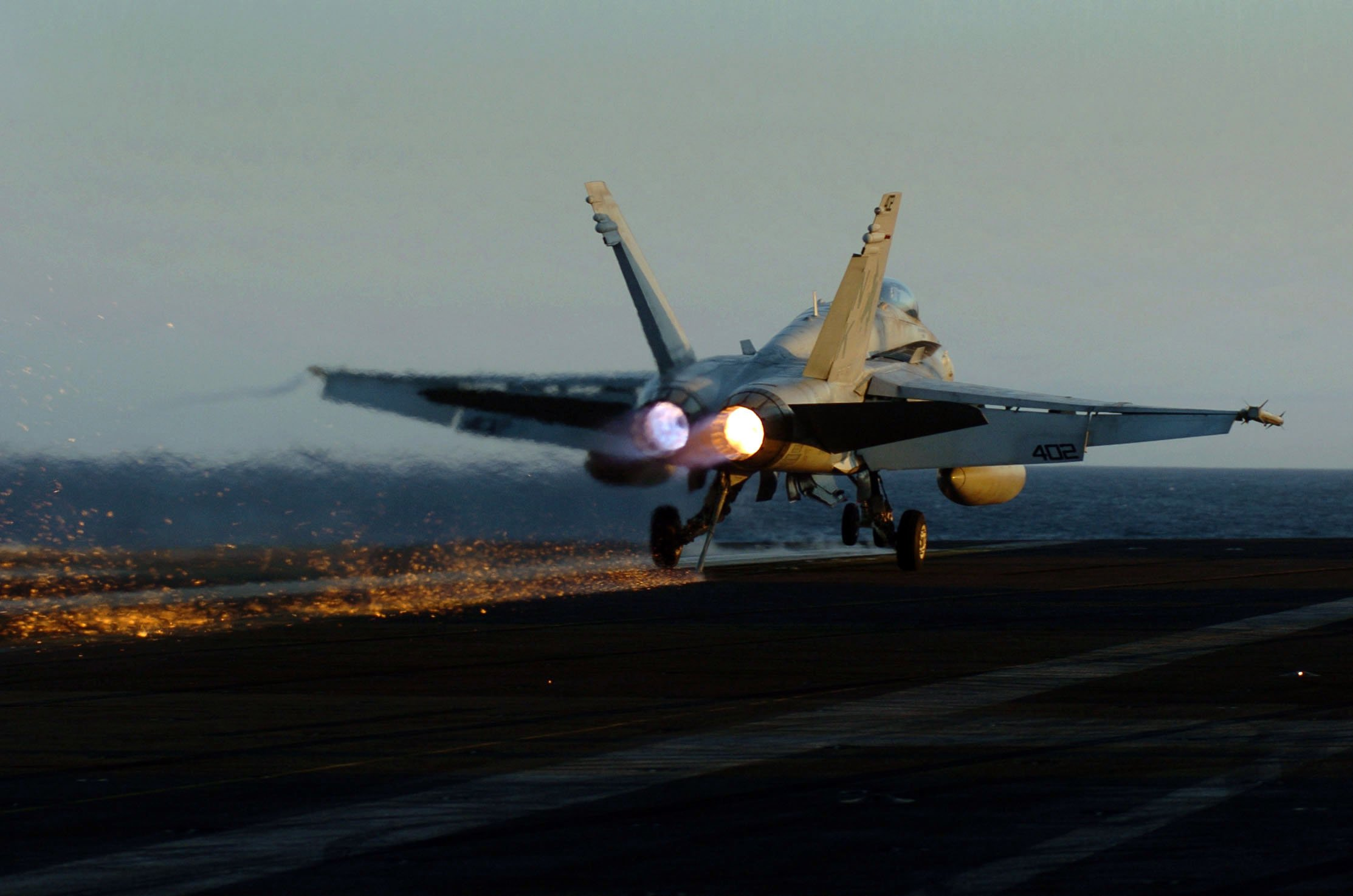
Appontage manqué (en anglais : bolter).
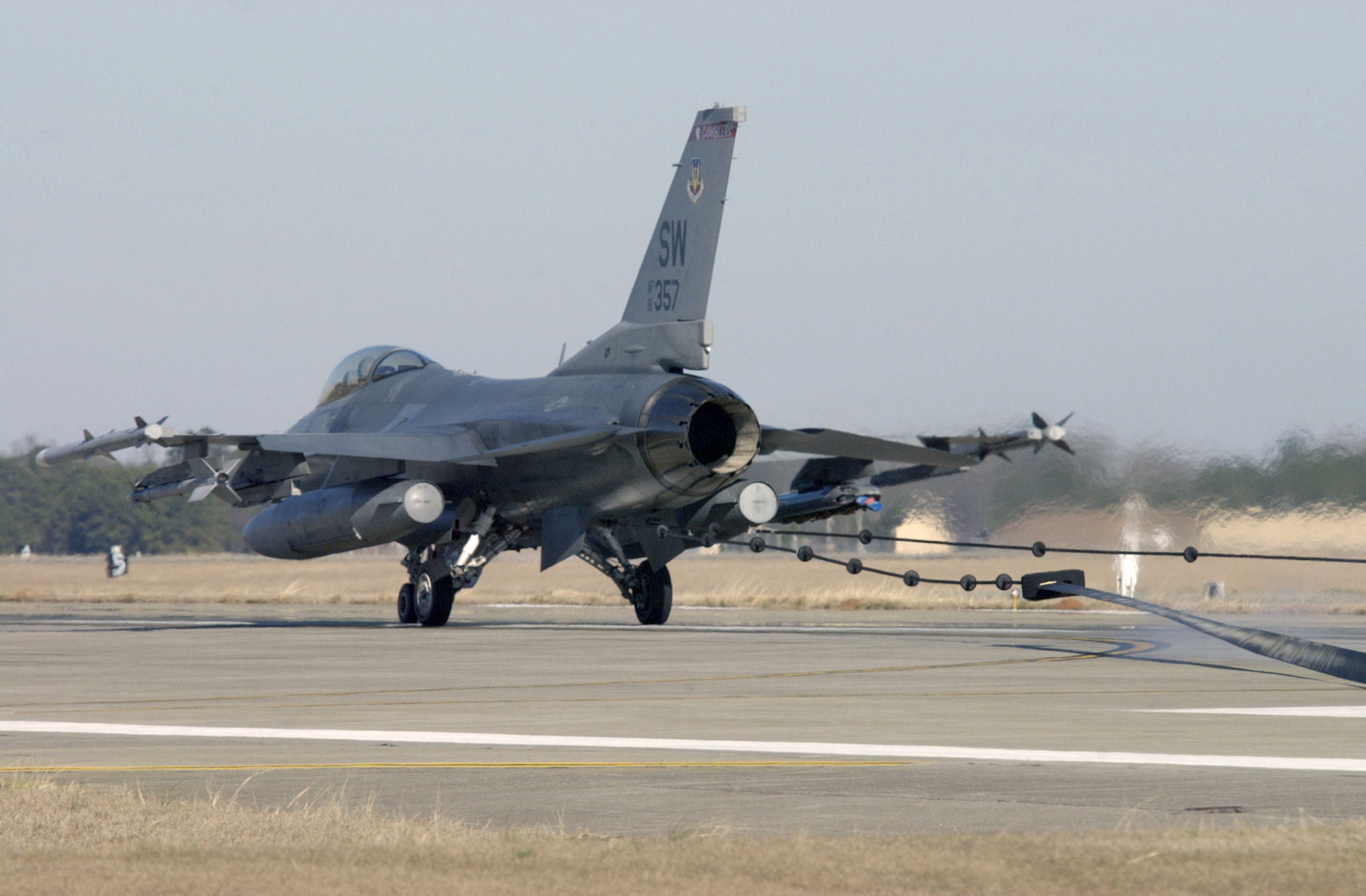
Test de câble d'arrêt sur la base de l'US Air Force de Shaw.